# ندن السفلى (جلغة بهاباد)
ندن السفلى (بالفارسية: ندن سفلی) هي قرية تقع في إيران في قسم جلغة الريفي.